# Radio Solsta 92,2
Radio Solsta 92,2 var en närradiostation i Karlstads kommun. Sändningarna startade 6 augusti 1979 i samband med att närradiosändningar tilläts på försök på 16 orter, däribland Karlstad. Vid årsskiftet 2023/2024 upphörde sändningarna. Stationen sände från Sörmon, strax väster om Karlstads tätort.
Under åren 2007–2023 stod den reklamfinansierade kanalen Karlstads Nya Radio för merparten av sändningarna under vardagar. Andra kanaler som har sänt på stationen är Kunskapsradion med kommunfullmäktiges sammanträden i Karlstads, Hammarö och Forshaga kommuner, samt kristna program från Svenska kyrkan och Föreningen Vägen. Mellan 2007 och 2018 sände kanalen Karlstad Rocks på vardagkvällar.
Adam Alsing gjorde under sin gymnasietid i Karlstad sina första radiosändningar på Radio Solsta. Programmet sändes i Unga Örnars regi och var ett program för aktuell musik. Alsing ska ha sagt att målet var att lyssnarna skulle höra låtarna innan de spelades i Tracks i P3.

## Några medarbetare
Den som startade Radio Solsta och var drivande under alla år var Sven-Erik Svensson. Han var lärare i samhällskunskap på Sundstagymnasiet, Karlstad. Han sände bland annat direkt från Svensk Rallyt. Och så hade han planer på att Radio Solsta skulle sätta upp en egen radiosändare på Kronoparkens vattentorn. Han gorde ett försök med en radiolänk från gjuteriet till biblioteket för att kunna sända kommunfullmäktige från Karlstad. Kunskapsradion – som också startades av Sven-Erik Svensson – sände föredrag från Högskolan och biblioteket samt kommunfullmäktige sammanträden från Karlstad, Forhaga och Hammarö.
Andra drivande krafter var Eric Gagnerud, Eric Darfeldt, Bo Lewenhagen, Roland Sparrenholt, Janne Bratt, Sven-Ove Byström, Erik Ruhe, Anders Ek och några till.

## Programtablå våren 1997 - Då radion var livaktig !

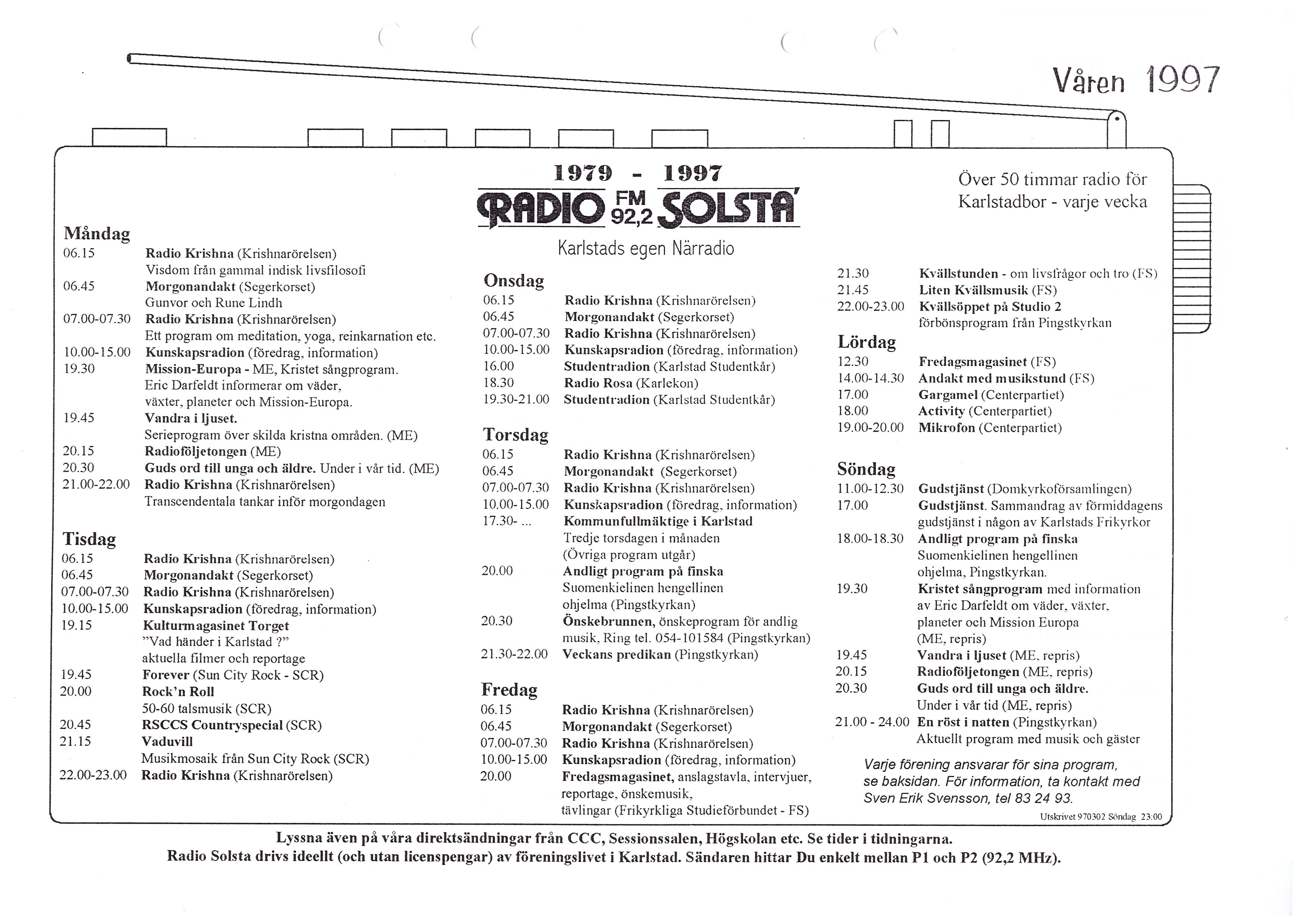

## Sändande föreningar
Under 80 och 90 talet var det många föreningar som sände – se bifogat programblad. Utbudet var varierat – morgonandakter, bibelstudier, Hare Krishna, Rock´n Roll , föredrag – ja, allt möjligt. Några program gjordes av enskilda personer – ex morgonandakterna - och några av större föreningar.
Alla dessa föreningar samarbetade under Radio Solsta som var paraplyorganisation. Den som var  ordförande först och längst var som sagt Sven-Erik Svensson. Andra ordföranden var Hans Bernhard, Niklas Nyholm och sist  Bo Lewenhagen.
Mot slutet var det i stort sett bara Karlstad nya radio, Kunskapsradion, Pingstkyrkan och Vägen som sände.   